# Liste des planètes mineures (342001-343000)
Voici la liste des planètes mineures numérotées de 342001 à 343000. Les planètes mineures sont numérotées lorsque leur orbite est confirmée, ce qui peut parfois se produire longtemps après leur découverte. Elles sont classées ici par leur numéro et donc approximativement par leur date de découverte.

## Planètes mineures 342001 à 343000

### 342001-342100
| Nom              | Désignation provisoire | Date de la découverte | Découvreur           |
| ---------------- | ---------------------- | --------------------- | -------------------- |
| (342001)         | 2008 RJ34              | 2 septembre 2008      | Spacewatch           |
| (342002)         | 2008 RO34              | 2 septembre 2008      | Spacewatch           |
| (342003)         | 2008 RV34              | 2 septembre 2008      | Spacewatch           |
| (342004)         | 2008 RL35              | 2 septembre 2008      | Spacewatch           |
| (342005)         | 2008 RS35              | 2 septembre 2008      | Spacewatch           |
| (342006)         | 2008 RS36              | 2 septembre 2008      | Spacewatch           |
| (342007)         | 2008 RQ42              | 2 septembre 2008      | Spacewatch           |
| (342008)         | 2008 RY46              | 2 septembre 2008      | Spacewatch           |
| (342009)         | 2008 RJ47              | 2 septembre 2008      | OAM                  |
| (342010)         | 2008 RX56              | 3 septembre 2008      | Spacewatch           |
| (342011)         | 2008 RK63              | 4 septembre 2008      | Spacewatch           |
| (342012)         | 2008 RL65              | 4 septembre 2008      | Spacewatch           |
| (342013)         | 2008 RX69              | 5 septembre 2008      | Spacewatch           |
| (342014)         | 2008 RM72              | 6 septembre 2008      | Mt. Lemmon Survey    |
| (342015)         | 2008 RQ74              | 6 septembre 2008      | CSS                  |
| (342016)         | 2008 RN78              | 10 septembre 2008     | Siding Spring Survey |
| (342017) Ramonin | 2008 RA80              | 12 septembre 2008     | La Canada            |
| (342018)         | 2008 RY80              | 3 septembre 2008      | Spacewatch           |
| (342019)         | 2008 RG84              | 4 septembre 2008      | Spacewatch           |
| (342020)         | 2008 RW88              | 5 septembre 2008      | Spacewatch           |
| (342021)         | 2008 RM93              | 6 septembre 2008      | Spacewatch           |
| (342022)         | 2008 RK95              | 7 septembre 2008      | CSS                  |
| (342023)         | 2008 RO96              | 7 septembre 2008      | Mt. Lemmon Survey    |
| (342024)         | 2008 RH98              | 7 septembre 2008      | Tozzi, F.            |
| (342025)         | 2008 RM99              | 2 septembre 2008      | Spacewatch           |
| (342026)         | 2008 RY99              | 2 septembre 2008      | Spacewatch           |
| (342027)         | 2008 RV100             | 5 septembre 2008      | Spacewatch           |
| (342028)         | 2008 RX101             | 2 septembre 2008      | Spacewatch           |
| (342029)         | 2008 RH103             | 5 septembre 2008      | Spacewatch           |
| (342030)         | 2008 RE106             | 6 septembre 2008      | CSS                  |
| (342031)         | 2008 RA108             | 9 septembre 2008      | CSS                  |
| (342032)         | 2008 RT110             | 3 septembre 2008      | Spacewatch           |
| (342033)         | 2008 RW111             | 4 septembre 2008      | Spacewatch           |
| (342034)         | 2008 RF112             | 4 septembre 2008      | Spacewatch           |
| (342035)         | 2008 RR113             | 6 septembre 2008      | Spacewatch           |
| (342036)         | 2008 RB114             | 6 septembre 2008      | Mt. Lemmon Survey    |
| (342037)         | 2008 RT114             | 6 septembre 2008      | Mt. Lemmon Survey    |
| (342038)         | 2008 RG115             | 6 septembre 2008      | CSS                  |
| (342039)         | 2008 RP116             | 7 septembre 2008      | Mt. Lemmon Survey    |
| (342040)         | 2008 RT116             | 7 septembre 2008      | Mt. Lemmon Survey    |
| (342041)         | 2008 RJ117             | 9 septembre 2008      | CSS                  |
| (342042)         | 2008 RT118             | 9 septembre 2008      | Mt. Lemmon Survey    |
| (342043)         | 2008 RW119             | 3 septembre 2008      | Spacewatch           |
| (342044)         | 2008 RE120             | 7 septembre 2008      | CSS                  |
| (342045)         | 2008 RD121             | 2 septembre 2008      | Spacewatch           |
| (342046)         | 2008 RQ125             | 22 août 2004          | Siding Spring Survey |
| (342047)         | 2008 RG130             | 7 septembre 2008      | Mt. Lemmon Survey    |
| (342048)         | 2008 RX130             | 4 septembre 2008      | Spacewatch           |
| (342049)         | 2008 RN131             | 10 mars 2007          | Mt. Lemmon Survey    |
| (342050)         | 2008 RY134             | 2 septembre 2008      | Spacewatch           |
| (342051)         | 2008 RL135             | 3 septembre 2008      | Spacewatch           |
| (342052)         | 2008 RD140             | 8 septembre 2008      | Spacewatch           |
| (342053)         | 2008 RO144             | 3 septembre 2008      | Spacewatch           |
| (342054)         | 2008 RQ145             | 5 septembre 2008      | Spacewatch           |
| (342055)         | 2008 RV146             | 4 septembre 2008      | LINEAR               |
| (342056)         | 2008 RX146             | 8 septembre 2008      | Spacewatch           |
| (342057)         | 2008 SE2               | 20 septembre 2008     | Tucker, R. A.        |
| (342058)         | 2008 SM5               | 22 septembre 2008     | LINEAR               |
| (342059)         | 2008 SM9               | 22 septembre 2008     | LINEAR               |
| (342060)         | 2008 SW9               | 10 juillet 2004       | NEAT                 |
| (342061)         | 2008 ST13              | 19 septembre 2008     | Spacewatch           |
| (342062)         | 2008 SK17              | 19 septembre 2008     | Spacewatch           |
| (342063)         | 2008 SY19              | 19 septembre 2008     | Spacewatch           |
| (342064)         | 2008 SW21              | 19 septembre 2008     | Spacewatch           |
| (342065)         | 2008 SG22              | 20 juin 2004          | Spacewatch           |
| (342066)         | 2008 SJ22              | 19 septembre 2008     | Spacewatch           |
| (342067)         | 2008 SD24              | 19 septembre 2008     | Spacewatch           |
| (342068)         | 2008 SL24              | 19 septembre 2008     | Spacewatch           |
| (342069)         | 2008 SE26              | 19 septembre 2008     | Spacewatch           |
| (342070)         | 2008 SK29              | 19 septembre 2008     | Spacewatch           |
| (342071)         | 2008 SU29              | 19 septembre 2008     | Spacewatch           |
| (342072)         | 2008 SM31              | 20 septembre 2008     | Spacewatch           |
| (342073)         | 2008 SN32              | 20 septembre 2008     | Spacewatch           |
| (342074)         | 2008 SX33              | 20 septembre 2008     | Spacewatch           |
| (342075)         | 2008 SY33              | 20 septembre 2008     | Spacewatch           |
| (342076)         | 2008 SG34              | 20 septembre 2008     | CSS                  |
| (342077)         | 2008 SH36              | 20 septembre 2008     | Spacewatch           |
| (342078)         | 2008 SY36              | 20 septembre 2008     | Mt. Lemmon Survey    |
| (342079)         | 2008 SG37              | 20 septembre 2008     | Spacewatch           |
| (342080)         | 2008 SA40              | 20 septembre 2008     | Spacewatch           |
| (342081)         | 2008 SU40              | 20 septembre 2008     | CSS                  |
| (342082)         | 2008 SY40              | 20 septembre 2008     | CSS                  |
| (342083)         | 2008 SR42              | 20 septembre 2008     | Spacewatch           |
| (342084)         | 2008 ST43              | 20 septembre 2008     | Spacewatch           |
| (342085)         | 2008 SC44              | 20 septembre 2008     | Spacewatch           |
| (342086)         | 2008 SJ45              | 20 septembre 2008     | Spacewatch           |
| (342087)         | 2008 SR45              | 20 septembre 2008     | Spacewatch           |
| (342088)         | 2008 SQ46              | 20 septembre 2008     | Spacewatch           |
| (342089)         | 2008 SK48              | 20 septembre 2008     | Mt. Lemmon Survey    |
| (342090)         | 2008 SE53              | 20 septembre 2008     | Mt. Lemmon Survey    |
| (342091)         | 2008 SO53              | 20 septembre 2008     | Mt. Lemmon Survey    |
| (342092)         | 2008 SL54              | 20 septembre 2008     | Mt. Lemmon Survey    |
| (342093)         | 2008 SL55              | 20 septembre 2008     | Mt. Lemmon Survey    |
| (342094)         | 2008 SD56              | 20 septembre 2008     | Spacewatch           |
| (342095)         | 2008 ST57              | 20 septembre 2008     | Spacewatch           |
| (342096)         | 2008 SZ57              | 7 septembre 2008      | Mt. Lemmon Survey    |
| (342097)         | 2008 SY60              | 20 septembre 2008     | CSS                  |
| (342098)         | 2008 SD61              | 20 septembre 2008     | CSS                  |
| (342099)         | 2008 SG62              | 21 septembre 2008     | Spacewatch           |
| (342100)         | 2008 SZ63              | 21 septembre 2008     | Spacewatch           |

### 342101-342200
| Nom      | Désignation provisoire | Date de la découverte | Découvreur           |
| -------- | ---------------------- | --------------------- | -------------------- |
| (342101) | 2008 SW64              | 21 septembre 2008     | Spacewatch           |
| (342102) | 2008 SK65              | 6 septembre 2008      | Mt. Lemmon Survey    |
| (342103) | 2008 SQ65              | 21 septembre 2008     | Mt. Lemmon Survey    |
| (342104) | 2008 SS66              | 21 septembre 2008     | CSS                  |
| (342105) | 2008 SA68              | 21 septembre 2008     | CSS                  |
| (342106) | 2008 SG68              | 21 septembre 2008     | Mt. Lemmon Survey    |
| (342107) | 2008 SF70              | 22 septembre 2008     | Mt. Lemmon Survey    |
| (342108) | 2008 SL74              | 23 septembre 2008     | CSS                  |
| (342109) | 2008 SA80              | 24 août 2008          | Spacewatch           |
| (342110) | 2008 SB87              | 20 septembre 2008     | Spacewatch           |
| (342111) | 2008 SJ88              | 20 septembre 2008     | Mt. Lemmon Survey    |
| (342112) | 2008 SO90              | 21 septembre 2008     | Spacewatch           |
| (342113) | 2008 SU93              | 21 septembre 2008     | Spacewatch           |
| (342114) | 2008 SF94              | 21 septembre 2008     | Spacewatch           |
| (342115) | 2008 SH95              | 6 septembre 2008      | CSS                  |
| (342116) | 2008 SD96              | 21 septembre 2008     | Spacewatch           |
| (342117) | 2008 SP99              | 21 septembre 2008     | Spacewatch           |
| (342118) | 2008 SA102             | 21 septembre 2008     | Mt. Lemmon Survey    |
| (342119) | 2008 SD103             | 21 septembre 2008     | Mt. Lemmon Survey    |
| (342120) | 2008 SU103             | 21 septembre 2008     | Spacewatch           |
| (342121) | 2008 SJ104             | 21 septembre 2008     | Spacewatch           |
| (342122) | 2008 SC105             | 21 septembre 2008     | Spacewatch           |
| (342123) | 2008 SW111             | 22 septembre 2008     | Mt. Lemmon Survey    |
| (342124) | 2008 SR116             | 22 septembre 2008     | Mt. Lemmon Survey    |
| (342125) | 2008 SZ116             | 22 septembre 2008     | Mt. Lemmon Survey    |
| (342126) | 2008 SQ117             | 22 septembre 2008     | Mt. Lemmon Survey    |
| (342127) | 2008 SW118             | 22 septembre 2008     | Mt. Lemmon Survey    |
| (342128) | 2008 SB119             | 22 septembre 2008     | Mt. Lemmon Survey    |
| (342129) | 2008 SP120             | 22 septembre 2008     | Mt. Lemmon Survey    |
| (342130) | 2008 SZ120             | 22 septembre 2008     | Mt. Lemmon Survey    |
| (342131) | 2008 SS122             | 22 septembre 2008     | Mt. Lemmon Survey    |
| (342132) | 2008 SK124             | 22 septembre 2008     | Mt. Lemmon Survey    |
| (342133) | 2008 SY124             | 22 septembre 2008     | Mt. Lemmon Survey    |
| (342134) | 2008 SB127             | 22 septembre 2008     | Spacewatch           |
| (342135) | 2008 SN127             | 22 septembre 2008     | Mt. Lemmon Survey    |
| (342136) | 2008 SO127             | 22 septembre 2008     | Mt. Lemmon Survey    |
| (342137) | 2008 SX127             | 22 septembre 2008     | Spacewatch           |
| (342138) | 2008 SY127             | 22 septembre 2008     | Spacewatch           |
| (342139) | 2008 SO128             | 22 septembre 2008     | Spacewatch           |
| (342140) | 2008 SH129             | 22 septembre 2008     | Spacewatch           |
| (342141) | 2008 SN129             | 22 septembre 2008     | Spacewatch           |
| (342142) | 2008 SP129             | 22 septembre 2008     | Spacewatch           |
| (342143) | 2008 SQ129             | 22 septembre 2008     | Spacewatch           |
| (342144) | 2008 SE130             | 22 septembre 2008     | Spacewatch           |
| (342145) | 2008 SQ131             | 22 septembre 2008     | Spacewatch           |
| (342146) | 2008 SV131             | 22 septembre 2008     | Spacewatch           |
| (342147) | 2008 SM132             | 22 septembre 2008     | Spacewatch           |
| (342148) | 2008 SX138             | 23 septembre 2008     | Spacewatch           |
| (342149) | 2008 SN139             | 23 septembre 2008     | Siding Spring Survey |
| (342150) | 2008 SW139             | 24 septembre 2008     | CSS                  |
| (342151) | 2008 SO142             | 24 septembre 2008     | Mt. Lemmon Survey    |
| (342152) | 2008 SR142             | 24 septembre 2008     | Mt. Lemmon Survey    |
| (342153) | 2008 SS142             | 24 septembre 2008     | Mt. Lemmon Survey    |
| (342154) | 2008 SD143             | 24 septembre 2008     | Mt. Lemmon Survey    |
| (342155) | 2008 ST143             | 24 septembre 2008     | Mt. Lemmon Survey    |
| (342156) | 2008 SZ143             | 24 septembre 2008     | Mt. Lemmon Survey    |
| (342157) | 2008 SD144             | 24 septembre 2008     | Mt. Lemmon Survey    |
| (342158) | 2008 SX147             | 26 septembre 2008     | Bickel, W.           |
| (342159) | 2008 SC149             | 29 septembre 2008     | Stevens, B. L.       |
| (342160) | 2008 SZ149             | 29 septembre 2008     | Kugel, F.            |
| (342161) | 2008 SR152             | 22 septembre 2008     | LINEAR               |
| (342162) | 2008 SU154             | 22 septembre 2008     | LINEAR               |
| (342163) | 2008 SO156             | 23 septembre 2008     | LINEAR               |
| (342164) | 2008 SG159             | 24 septembre 2008     | LINEAR               |
| (342165) | 2008 SC161             | 28 septembre 2008     | LINEAR               |
| (342166) | 2008 SX162             | 28 septembre 2008     | LINEAR               |
| (342167) | 2008 SB165             | 7 septembre 2008      | Mt. Lemmon Survey    |
| (342168) | 2008 SC165             | 28 septembre 2008     | LINEAR               |
| (342169) | 2008 SL165             | 28 septembre 2008     | LINEAR               |
| (342170) | 2008 SE177             | 23 septembre 2008     | Mt. Lemmon Survey    |
| (342171) | 2008 SB178             | 23 septembre 2008     | Spacewatch           |
| (342172) | 2008 SL180             | 24 septembre 2008     | Spacewatch           |
| (342173) | 2008 SM180             | 24 septembre 2008     | Spacewatch           |
| (342174) | 2008 SB182             | 24 septembre 2008     | Mt. Lemmon Survey    |
| (342175) | 2008 SK182             | 24 septembre 2008     | Spacewatch           |
| (342176) | 2008 SW182             | 24 septembre 2008     | Mt. Lemmon Survey    |
| (342177) | 2008 SE183             | 24 septembre 2008     | Mt. Lemmon Survey    |
| (342178) | 2008 SJ184             | 24 septembre 2008     | Mt. Lemmon Survey    |
| (342179) | 2008 SF185             | 24 septembre 2008     | Spacewatch           |
| (342180) | 2008 SL185             | 24 septembre 2008     | Spacewatch           |
| (342181) | 2008 SW185             | 25 septembre 2008     | Spacewatch           |
| (342182) | 2008 SZ186             | 25 septembre 2008     | Spacewatch           |
| (342183) | 2008 SX190             | 25 septembre 2008     | Mt. Lemmon Survey    |
| (342184) | 2008 SO192             | 25 septembre 2008     | Spacewatch           |
| (342185) | 2008 SD195             | 25 septembre 2008     | Spacewatch           |
| (342186) | 2008 SN196             | 25 septembre 2008     | Spacewatch           |
| (342187) | 2008 SM198             | 25 septembre 2008     | Spacewatch           |
| (342188) | 2008 SH201             | 26 septembre 2008     | Spacewatch           |
| (342189) | 2008 SR201             | 6 septembre 2008      | Mt. Lemmon Survey    |
| (342190) | 2008 SV202             | 26 septembre 2008     | Spacewatch           |
| (342191) | 2008 SX203             | 26 septembre 2008     | Spacewatch           |
| (342192) | 2008 SL204             | 26 septembre 2008     | Spacewatch           |
| (342193) | 2008 SQ205             | 26 septembre 2008     | Spacewatch           |
| (342194) | 2008 SO208             | 27 septembre 2008     | Mt. Lemmon Survey    |
| (342195) | 2008 SV208             | 27 septembre 2008     | Mt. Lemmon Survey    |
| (342196) | 2008 SK211             | 28 septembre 2008     | Mt. Lemmon Survey    |
| (342197) | 2008 SE212             | 29 septembre 2008     | Mt. Lemmon Survey    |
| (342198) | 2008 SM213             | 29 septembre 2008     | Spacewatch           |
| (342199) | 2008 SY216             | 29 septembre 2008     | Mt. Lemmon Survey    |
| (342200) | 2008 SG218             | 30 septembre 2008     | OAM                  |

### 342201-342300
| Nom      | Désignation provisoire | Date de la découverte | Découvreur                        |
| -------- | ---------------------- | --------------------- | --------------------------------- |
| (342201) | 2008 SW218             | 30 septembre 2008     | OAM                               |
| (342202) | 2008 SE220             | 30 septembre 2008     | OAM                               |
| (342203) | 2008 SS220             | 25 septembre 2008     | Spacewatch                        |
| (342204) | 2008 SZ223             | 26 septembre 2008     | Astronomical Research Observatory |
| (342205) | 2008 ST225             | 26 septembre 2008     | Spacewatch                        |
| (342206) | 2008 ST230             | 28 septembre 2008     | Mt. Lemmon Survey                 |
| (342207) | 2008 SX230             | 28 septembre 2008     | Mt. Lemmon Survey                 |
| (342208) | 2008 SK236             | 29 septembre 2008     | Spacewatch                        |
| (342209) | 2008 SL239             | 13 mars 2007          | Mt. Lemmon Survey                 |
| (342210) | 2008 SD240             | 29 septembre 2008     | Spacewatch                        |
| (342211) | 2008 SG240             | 29 septembre 2008     | Spacewatch                        |
| (342212) | 2008 ST243             | 30 septembre 2008     | CSS                               |
| (342213) | 2008 SD244             | 24 septembre 2008     | Spacewatch                        |
| (342214) | 2008 SG246             | 30 septembre 2008     | OAM                               |
| (342215) | 2008 SV246             | 27 septembre 2008     | CSS                               |
| (342216) | 2008 SE248             | 20 septembre 2008     | Spacewatch                        |
| (342217) | 2008 SS248             | 21 septembre 2008     | Spacewatch                        |
| (342218) | 2008 SR249             | 23 septembre 2008     | Spacewatch                        |
| (342219) | 2008 SW253             | 22 septembre 2008     | Spacewatch                        |
| (342220) | 2008 SQ258             | 22 septembre 2008     | CSS                               |
| (342221) | 2008 SF260             | 23 septembre 2008     | Mt. Lemmon Survey                 |
| (342222) | 2008 SH260             | 23 septembre 2008     | Mt. Lemmon Survey                 |
| (342223) | 2008 SK262             | 24 septembre 2008     | Spacewatch                        |
| (342224) | 2008 SX262             | 24 septembre 2008     | Spacewatch                        |
| (342225) | 2008 SN265             | 28 septembre 2008     | Mt. Lemmon Survey                 |
| (342226) | 2008 SE266             | 29 septembre 2008     | CSS                               |
| (342227) | 2008 SW266             | 21 septembre 2008     | Mt. Lemmon Survey                 |
| (342228) | 2008 SB267             | 22 septembre 2008     | Spacewatch                        |
| (342229) | 2008 SO267             | 23 septembre 2008     | Spacewatch                        |
| (342230) | 2008 SO268             | 27 septembre 2008     | CSS                               |
| (342231) | 2008 SP268             | 27 septembre 2008     | Mt. Lemmon Survey                 |
| (342232) | 2008 SC269             | 30 septembre 2008     | CSS                               |
| (342233) | 2008 SW269             | 23 septembre 2008     | CSS                               |
| (342234) | 2008 SR270             | 25 septembre 2008     | Spacewatch                        |
| (342235) | 2008 SE272             | 30 septembre 2008     | Mt. Lemmon Survey                 |
| (342236) | 2008 SU272             | 24 septembre 2008     | Mt. Lemmon Survey                 |
| (342237) | 2008 SZ272             | 28 septembre 2008     | Mt. Lemmon Survey                 |
| (342238) | 2008 SA273             | 28 septembre 2008     | Mt. Lemmon Survey                 |
| (342239) | 2008 SU274             | 21 septembre 2008     | Mt. Lemmon Survey                 |
| (342240) | 2008 SB275             | 22 septembre 2008     | Spacewatch                        |
| (342241) | 2008 SR276             | 24 septembre 2008     | Spacewatch                        |
| (342242) | 2008 SF279             | 29 septembre 2008     | Spacewatch                        |
| (342243) | 2008 SA282             | 24 septembre 2008     | Spacewatch                        |
| (342244) | 2008 SU282             | 24 septembre 2008     | Spacewatch                        |
| (342245) | 2008 SC283             | 21 septembre 2008     | Mt. Lemmon Survey                 |
| (342246) | 2008 SE283             | 21 septembre 2008     | Mt. Lemmon Survey                 |
| (342247) | 2008 ST284             | 24 septembre 2008     | Spacewatch                        |
| (342248) | 2008 SC285             | 28 septembre 2008     | Mt. Lemmon Survey                 |
| (342249) | 2008 SU285             | 21 septembre 2008     | Spacewatch                        |
| (342250) | 2008 SQ286             | 22 septembre 2008     | Mt. Lemmon Survey                 |
| (342251) | 2008 SU286             | 23 septembre 2008     | CSS                               |
| (342252) | 2008 SV288             | 24 septembre 2008     | Spacewatch                        |
| (342253) | 2008 SR289             | 26 septembre 2008     | Spacewatch                        |
| (342254) | 2008 SZ295             | 28 septembre 2008     | CSS                               |
| (342255) | 2008 SL296             | 29 septembre 2008     | CSS                               |
| (342256) | 2008 SK298             | 21 septembre 2008     | Spacewatch                        |
| (342257) | 2008 SW298             | 22 septembre 2008     | Mt. Lemmon Survey                 |
| (342258) | 2008 SN300             | 23 septembre 2008     | Spacewatch                        |
| (342259) | 2008 SB301             | 23 septembre 2008     | CSS                               |
| (342260) | 2008 SP301             | 23 septembre 2008     | Spacewatch                        |
| (342261) | 2008 SX302             | 24 septembre 2008     | CSS                               |
| (342262) | 2008 SS305             | 28 septembre 2008     | LINEAR                            |
| (342263) | 2008 SP306             | 28 septembre 2008     | Mt. Lemmon Survey                 |
| (342264) | 2008 SP307             | 29 septembre 2008     | CSS                               |
| (342265) | 2008 SG308             | 29 septembre 2008     | Mt. Lemmon Survey                 |
| (342266) | 2008 SS309             | 25 septembre 2008     | Mt. Lemmon Survey                 |
| (342267) | 2008 ST309             | 27 septembre 2008     | Mt. Lemmon Survey                 |
| (342268) | 2008 SV309             | 27 septembre 2008     | Mt. Lemmon Survey                 |
| (342269) | 2008 SX309             | 29 septembre 2008     | Mt. Lemmon Survey                 |
| (342270) | 2008 SC310             | 29 septembre 2008     | Mt. Lemmon Survey                 |
| (342271) | 2008 TJ5               | 1er octobre 2008      | OAM                               |
| (342272) | 2008 TN6               | 1er octobre 2008      | Spacewatch                        |
| (342273) | 2008 TY6               | 3 octobre 2008        | OAM                               |
| (342274) | 2008 TZ7               | 4 octobre 2008        | OAM                               |
| (342275) | 2008 TZ8               | 29 septembre 2008     | CSS                               |
| (342276) | 2008 TW9               | 5 octobre 2008        | Teamo, N.                         |
| (342277) | 2008 TE10              | 8 octobre 2008        | Schwab, E.                        |
| (342278) | 2008 TN14              | 5 mai 2003            | Spacewatch                        |
| (342279) | 2008 TF17              | 1er octobre 2008      | Mt. Lemmon Survey                 |
| (342280) | 2008 TO19              | 1er octobre 2008      | Mt. Lemmon Survey                 |
| (342281) | 2008 TV19              | 22 septembre 2008     | Mt. Lemmon Survey                 |
| (342282) | 2008 TO21              | 1er octobre 2008      | Mt. Lemmon Survey                 |
| (342283) | 2008 TS21              | 1er octobre 2008      | Mt. Lemmon Survey                 |
| (342284) | 2008 TN22              | 1er octobre 2008      | Mt. Lemmon Survey                 |
| (342285) | 2008 TV22              | 1er octobre 2008      | Spacewatch                        |
| (342286) | 2008 TT23              | 20 mars 2007          | Mt. Lemmon Survey                 |
| (342287) | 2008 TX24              | 2 octobre 2008        | Mt. Lemmon Survey                 |
| (342288) | 2008 TT25              | 7 septembre 2008      | Mt. Lemmon Survey                 |
| (342289) | 2008 TH27              | 17 novembre 2000      | Spacewatch                        |
| (342290) | 2008 TS32              | 20 septembre 2008     | Spacewatch                        |
| (342291) | 2008 TL33              | 1er octobre 2008      | Spacewatch                        |
| (342292) | 2008 TR33              | 1er octobre 2008      | Spacewatch                        |
| (342293) | 2008 TZ35              | 1er octobre 2008      | Mt. Lemmon Survey                 |
| (342294) | 2008 TP38              | 1er octobre 2008      | Spacewatch                        |
| (342295) | 2008 TX44              | 1er octobre 2008      | Mt. Lemmon Survey                 |
| (342296) | 2008 TK45              | 6 septembre 2008      | Mt. Lemmon Survey                 |
| (342297) | 2008 TL46              | 1er octobre 2008      | Spacewatch                        |
| (342298) | 2008 TU47              | 1er octobre 2008      | Spacewatch                        |
| (342299) | 2008 TC48              | 1er octobre 2008      | Spacewatch                        |
| (342300) | 2008 TD50              | 2 octobre 2008        | Spacewatch                        |

### 342301-342400
| Nom            | Désignation provisoire | Date de la découverte | Découvreur           |
| -------------- | ---------------------- | --------------------- | -------------------- |
| (342301)       | 2008 TC53              | 2 octobre 2008        | Spacewatch           |
| (342302)       | 2008 TL53              | 2 octobre 2008        | Mt. Lemmon Survey    |
| (342303)       | 2008 TQ54              | 2 octobre 2008        | Spacewatch           |
| (342304)       | 2008 TU55              | 2 octobre 2008        | Spacewatch           |
| (342305)       | 2008 TM60              | 2 octobre 2008        | Spacewatch           |
| (342306)       | 2008 TN61              | 2 octobre 2008        | Spacewatch           |
| (342307)       | 2008 TX64              | 2 octobre 2008        | CSS                  |
| (342308)       | 2008 TG65              | 3 septembre 2008      | Spacewatch           |
| (342309)       | 2008 TZ65              | 2 octobre 2008        | CSS                  |
| (342310)       | 2008 TO66              | 2 octobre 2008        | Spacewatch           |
| (342311)       | 2008 TQ66              | 2 octobre 2008        | Spacewatch           |
| (342312)       | 2008 TT67              | 2 octobre 2008        | Spacewatch           |
| (342313)       | 2008 TF69              | 23 septembre 2008     | Spacewatch           |
| (342314)       | 2008 TU70              | 2 octobre 2008        | Spacewatch           |
| (342315)       | 2008 TS71              | 2 octobre 2008        | Spacewatch           |
| (342316)       | 2008 TF72              | 2 octobre 2008        | Spacewatch           |
| (342317)       | 2008 TL74              | 2 octobre 2008        | Spacewatch           |
| (342318)       | 2008 TQ77              | 2 octobre 2008        | Mt. Lemmon Survey    |
| (342319)       | 2008 TS79              | 2 octobre 2008        | Spacewatch           |
| (342320)       | 2008 TD80              | 22 août 2004          | Siding Spring Survey |
| (342321)       | 2008 TJ83              | 3 octobre 2008        | Spacewatch           |
| (342322)       | 2008 TJ84              | 3 octobre 2008        | Spacewatch           |
| (342323)       | 2008 TL89              | 3 octobre 2008        | Spacewatch           |
| (342324)       | 2008 TK92              | 4 octobre 2008        | OAM                  |
| (342325)       | 2008 TQ94              | 5 octobre 2008        | OAM                  |
| (342326)       | 2008 TT102             | 6 octobre 2008        | Spacewatch           |
| (342327)       | 2008 TQ104             | 6 octobre 2008        | Spacewatch           |
| (342328)       | 2008 TL105             | 6 octobre 2008        | Spacewatch           |
| (342329)       | 2008 TS105             | 6 octobre 2008        | Spacewatch           |
| (342330)       | 2008 TC111             | 6 octobre 2008        | CSS                  |
| (342331)       | 2008 TJ111             | 6 octobre 2008        | CSS                  |
| (342332)       | 2008 TL111             | 6 octobre 2008        | CSS                  |
| (342333)       | 2008 TL114             | 6 octobre 2008        | Spacewatch           |
| (342334)       | 2008 TN114             | 23 septembre 2008     | Spacewatch           |
| (342335)       | 2008 TV117             | 6 octobre 2008        | Mt. Lemmon Survey    |
| (342336)       | 2008 TJ119             | 7 octobre 2008        | Spacewatch           |
| (342337)       | 2008 TS119             | 7 octobre 2008        | Spacewatch           |
| (342338)       | 2008 TE121             | 7 octobre 2008        | Mt. Lemmon Survey    |
| (342339)       | 2008 TN122             | 7 octobre 2008        | Spacewatch           |
| (342340)       | 2008 TH126             | 6 septembre 2008      | CSS                  |
| (342341)       | 2008 TD129             | 8 octobre 2008        | Mt. Lemmon Survey    |
| (342342)       | 2008 TM132             | 8 octobre 2008        | Mt. Lemmon Survey    |
| (342343)       | 2008 TV137             | 8 octobre 2008        | Mt. Lemmon Survey    |
| (342344)       | 2008 TD157             | 22 septembre 2008     | Spacewatch           |
| (342345)       | 2008 TZ157             | 4 octobre 2008        | OAM                  |
| (342346)       | 2008 TT158             | 10 octobre 2008       | Spacewatch           |
| (342347)       | 2008 TS160             | 2 octobre 2008        | Spacewatch           |
| (342348)       | 2008 TN162             | 4 octobre 2008        | OAM                  |
| (342349)       | 2008 TD166             | 6 octobre 2008        | Mt. Lemmon Survey    |
| (342350)       | 2008 TL168             | 1er octobre 2008      | Mt. Lemmon Survey    |
| (342351)       | 2008 TF169             | 7 octobre 2008        | CSS                  |
| (342352)       | 2008 TZ169             | 8 octobre 2008        | Mt. Lemmon Survey    |
| (342353)       | 2008 TG170             | 8 octobre 2008        | CSS                  |
| (342354)       | 2008 TU170             | 9 octobre 2008        | Mt. Lemmon Survey    |
| (342355)       | 2008 TD177             | 9 octobre 2008        | CSS                  |
| (342356)       | 2008 TB178             | 24 octobre 2005       | Boattini, A.         |
| (342357)       | 2008 TY180             | 8 octobre 2008        | CSS                  |
| (342358)       | 2008 TW181             | 1er octobre 2008      | Spacewatch           |
| (342359)       | 2008 TB182             | 1er octobre 2008      | CSS                  |
| (342360)       | 2008 TF182             | 1er octobre 2008      | CSS                  |
| (342361)       | 2008 TW183             | 2 octobre 2008        | Mt. Lemmon Survey    |
| (342362)       | 2008 TH185             | 6 octobre 2008        | CSS                  |
| (342363)       | 2008 TK185             | 6 octobre 2008        | Mt. Lemmon Survey    |
| (342364)       | 2008 TR185             | 6 octobre 2008        | Mt. Lemmon Survey    |
| (342365)       | 2008 TX187             | 9 octobre 2008        | Spacewatch           |
| (342366)       | 2008 TZ188             | 10 octobre 2008       | Mt. Lemmon Survey    |
| (342367)       | 2008 TK189             | 10 octobre 2008       | Mt. Lemmon Survey    |
| (342368)       | 2008 UJ2               | 20 octobre 2008       | Majdanak             |
| (342369)       | 2008 UF4               | 24 octobre 2008       | Tozzi, F.            |
| (342370)       | 2008 UL4               | 24 octobre 2008       | Tozzi, F.            |
| (342371)       | 2008 UO5               | 25 octobre 2008       | Birtwhistle, P.      |
| (342372) Titia | 2008 UQ5               | 25 octobre 2008       | Kugel, F.            |
| (342373)       | 2008 UR9               | 17 octobre 2008       | Spacewatch           |
| (342374)       | 2008 UH13              | 17 octobre 2008       | Spacewatch           |
| (342375)       | 2008 UO14              | 18 octobre 2008       | Spacewatch           |
| (342376)       | 2008 UX15              | 18 octobre 2008       | Spacewatch           |
| (342377)       | 2008 UD19              | 19 octobre 2008       | Spacewatch           |
| (342378)       | 2008 UY26              | 20 octobre 2008       | Spacewatch           |
| (342379)       | 2008 UB29              | 20 octobre 2008       | Spacewatch           |
| (342380)       | 2008 UU29              | 20 octobre 2008       | Spacewatch           |
| (342381)       | 2008 UT30              | 20 octobre 2008       | Spacewatch           |
| (342382)       | 2008 UF31              | 20 octobre 2008       | Spacewatch           |
| (342383)       | 2008 UL32              | 20 octobre 2008       | Spacewatch           |
| (342384)       | 2008 UV32              | 20 octobre 2008       | Spacewatch           |
| (342385)       | 2008 UA34              | 20 octobre 2008       | Spacewatch           |
| (342386)       | 2008 UK34              | 20 octobre 2008       | Spacewatch           |
| (342387)       | 2008 UN34              | 20 octobre 2008       | Spacewatch           |
| (342388)       | 2008 UT34              | 20 octobre 2008       | Spacewatch           |
| (342389)       | 2008 UT38              | 20 octobre 2008       | Spacewatch           |
| (342390)       | 2008 UP40              | 20 octobre 2008       | Spacewatch           |
| (342391)       | 2008 UG41              | 20 octobre 2008       | Spacewatch           |
| (342392)       | 2008 UK41              | 20 octobre 2008       | Spacewatch           |
| (342393)       | 2008 UV42              | 20 octobre 2008       | Spacewatch           |
| (342394)       | 2008 UR48              | 20 octobre 2008       | Spacewatch           |
| (342395)       | 2008 UU48              | 20 octobre 2008       | Spacewatch           |
| (342396)       | 2008 UV50              | 20 octobre 2008       | Mt. Lemmon Survey    |
| (342397)       | 2008 UB51              | 20 octobre 2008       | Mt. Lemmon Survey    |
| (342398)       | 2008 UL52              | 20 octobre 2008       | Spacewatch           |
| (342399)       | 2008 US52              | 20 octobre 2008       | Mt. Lemmon Survey    |
| (342400)       | 2008 UO53              | 9 septembre 2008      | Mt. Lemmon Survey    |

### 342401-342500
| Nom           | Désignation provisoire | Date de la découverte | Découvreur        |
| ------------- | ---------------------- | --------------------- | ----------------- |
| (342401)      | 2008 UG54              | 20 octobre 2008       | Spacewatch        |
| (342402)      | 2008 UY54              | 20 octobre 2008       | LUSS              |
| (342403)      | 2008 UD56              | 21 octobre 2008       | Spacewatch        |
| (342404)      | 2008 UQ56              | 21 octobre 2008       | Mt. Lemmon Survey |
| (342405)      | 2008 UX56              | 21 octobre 2008       | Mt. Lemmon Survey |
| (342406)      | 2008 UL57              | 21 octobre 2008       | Spacewatch        |
| (342407)      | 2008 UG58              | 21 octobre 2008       | Spacewatch        |
| (342408)      | 2008 UM58              | 21 octobre 2008       | Mt. Lemmon Survey |
| (342409)      | 2008 UP58              | 21 octobre 2008       | Mt. Lemmon Survey |
| (342410)      | 2008 UD59              | 21 octobre 2008       | Spacewatch        |
| (342411)      | 2008 UJ65              | 21 octobre 2008       | Spacewatch        |
| (342412)      | 2008 UL65              | 21 octobre 2008       | Spacewatch        |
| (342413)      | 2008 UH66              | 21 octobre 2008       | Spacewatch        |
| (342414)      | 2008 UW66              | 21 octobre 2008       | Spacewatch        |
| (342415)      | 2008 UP67              | 21 octobre 2008       | Spacewatch        |
| (342416)      | 2008 UM70              | 21 octobre 2008       | Spacewatch        |
| (342417)      | 2008 UO70              | 21 octobre 2008       | Spacewatch        |
| (342418)      | 2008 UG71              | 21 octobre 2008       | Mt. Lemmon Survey |
| (342419)      | 2008 UK72              | 21 octobre 2008       | Mt. Lemmon Survey |
| (342420)      | 2008 UM72              | 21 octobre 2008       | Mt. Lemmon Survey |
| (342421)      | 2008 UW73              | 21 octobre 2008       | Spacewatch        |
| (342422)      | 2008 US75              | 21 octobre 2008       | Spacewatch        |
| (342423)      | 2008 UG76              | 21 octobre 2008       | Spacewatch        |
| (342424)      | 2008 UB77              | 21 octobre 2008       | Spacewatch        |
| (342425)      | 2008 UP77              | 21 octobre 2008       | Spacewatch        |
| (342426)      | 2008 UA80              | 23 septembre 2008     | Mt. Lemmon Survey |
| (342427)      | 2008 UM84              | 23 octobre 2008       | Spacewatch        |
| (342428)      | 2008 UG87              | 23 octobre 2008       | Mt. Lemmon Survey |
| (342429)      | 2008 UP87              | 23 octobre 2008       | LUSS              |
| (342430)      | 2008 UN89              | 24 octobre 2008       | Mt. Lemmon Survey |
| (342431) Hilo | 2008 UQ90              | 25 octobre 2008       | Starkenburg       |
| (342432)      | 2008 UC91              | 29 septembre 2008     | CSS               |
| (342433)      | 2008 UU92              | 24 octobre 2008       | LINEAR            |
| (342434)      | 2008 UE93              | 15 mars 2007          | Mt. Lemmon Survey |
| (342435)      | 2008 UL93              | 25 octobre 2008       | LINEAR            |
| (342436)      | 2008 UT93              | 25 octobre 2008       | LINEAR            |
| (342437)      | 2008 UA94              | 25 octobre 2008       | LINEAR            |
| (342438)      | 2008 UH94              | 26 octobre 2008       | LINEAR            |
| (342439)      | 2008 UN94              | 26 octobre 2008       | LINEAR            |
| (342440)      | 2008 UR94              | 28 octobre 2008       | Hobart, J.        |
| (342441)      | 2008 UR95              | 25 octobre 2008       | Spacewatch        |
| (342442)      | 2008 UY95              | 22 septembre 2008     | Spacewatch        |
| (342443)      | 2008 UE98              | 26 octobre 2008       | LINEAR            |
| (342444)      | 2008 UJ98              | 26 octobre 2008       | LINEAR            |
| (342445)      | 2008 UR98              | 26 octobre 2008       | LINEAR            |
| (342446)      | 2008 UU98              | 25 octobre 2008       | CSS               |
| (342447)      | 2008 UA99              | 28 octobre 2008       | LINEAR            |
| (342448)      | 2008 UA100             | 27 octobre 2008       | BATTeRS           |
| (342449)      | 2008 UE101             | 20 octobre 2008       | Spacewatch        |
| (342450)      | 2008 UF110             | 22 octobre 2008       | Spacewatch        |
| (342451)      | 2008 US110             | 22 octobre 2008       | Spacewatch        |
| (342452)      | 2008 UW110             | 22 octobre 2008       | Spacewatch        |
| (342453)      | 2008 UA111             | 22 octobre 2008       | Spacewatch        |
| (342454)      | 2008 UG111             | 22 octobre 2008       | Spacewatch        |
| (342455)      | 2008 UA112             | 22 octobre 2008       | Spacewatch        |
| (342456)      | 2008 UP112             | 22 octobre 2008       | Spacewatch        |
| (342457)      | 2008 UQ112             | 22 octobre 2008       | Spacewatch        |
| (342458)      | 2008 UF115             | 22 octobre 2008       | Spacewatch        |
| (342459)      | 2008 UO115             | 22 octobre 2008       | Spacewatch        |
| (342460)      | 2008 UE116             | 22 octobre 2008       | Spacewatch        |
| (342461)      | 2008 UH119             | 22 octobre 2008       | Spacewatch        |
| (342462)      | 2008 UH121             | 22 octobre 2008       | Spacewatch        |
| (342463)      | 2008 UK122             | 22 octobre 2008       | Spacewatch        |
| (342464)      | 2008 UY122             | 22 octobre 2008       | Spacewatch        |
| (342465)      | 2008 UB123             | 22 octobre 2008       | Spacewatch        |
| (342466)      | 2008 UC123             | 22 octobre 2008       | Spacewatch        |
| (342467)      | 2008 UD124             | 22 octobre 2008       | Spacewatch        |
| (342468)      | 2008 UU124             | 22 octobre 2008       | Spacewatch        |
| (342469)      | 2008 UH125             | 22 octobre 2008       | Spacewatch        |
| (342470)      | 2008 UM126             | 22 octobre 2008       | Spacewatch        |
| (342471)      | 2008 UU127             | 22 octobre 2008       | Spacewatch        |
| (342472)      | 2008 UE129             | 23 octobre 2008       | Spacewatch        |
| (342473)      | 2008 UB137             | 23 octobre 2008       | Spacewatch        |
| (342474)      | 2008 UJ140             | 23 octobre 2008       | Spacewatch        |
| (342475)      | 2008 UB142             | 23 octobre 2008       | Spacewatch        |
| (342476)      | 2008 UA143             | 2 octobre 2008        | Mt. Lemmon Survey |
| (342477)      | 2008 UR144             | 23 octobre 2008       | Spacewatch        |
| (342478)      | 2008 UD147             | 23 octobre 2008       | Spacewatch        |
| (342479)      | 2008 UG147             | 23 octobre 2008       | Spacewatch        |
| (342480)      | 2008 UL147             | 23 octobre 2008       | Spacewatch        |
| (342481)      | 2008 UG148             | 23 octobre 2008       | Spacewatch        |
| (342482)      | 2008 UX148             | 23 octobre 2008       | Spacewatch        |
| (342483)      | 2008 UP150             | 23 octobre 2008       | Mt. Lemmon Survey |
| (342484)      | 2008 UG151             | 23 octobre 2008       | Spacewatch        |
| (342485)      | 2008 UN153             | 23 octobre 2008       | Mt. Lemmon Survey |
| (342486)      | 2008 UC158             | 23 octobre 2008       | Mt. Lemmon Survey |
| (342487)      | 2008 UP158             | 23 octobre 2008       | Spacewatch        |
| (342488)      | 2008 UW158             | 23 octobre 2008       | Spacewatch        |
| (342489)      | 2008 UV159             | 23 octobre 2008       | Spacewatch        |
| (342490)      | 2008 UM160             | 23 octobre 2008       | Spacewatch        |
| (342491)      | 2008 UK162             | 5 janvier 2006        | Mt. Lemmon Survey |
| (342492)      | 2008 UM163             | 24 octobre 2008       | Spacewatch        |
| (342493)      | 2008 UB166             | 24 octobre 2008       | Spacewatch        |
| (342494)      | 2008 UW169             | 24 octobre 2008       | CSS               |
| (342495)      | 2008 UD170             | 24 octobre 2008       | CSS               |
| (342496)      | 2008 UQ171             | 24 octobre 2008       | Spacewatch        |
| (342497)      | 2008 UL172             | 24 octobre 2008       | Spacewatch        |
| (342498)      | 2008 UQ172             | 24 octobre 2008       | Spacewatch        |
| (342499)      | 2008 UD173             | 24 octobre 2008       | Spacewatch        |
| (342500)      | 2008 UX173             | 26 mai 2007           | Mt. Lemmon Survey |

### 342501-342600
| Nom      | Désignation provisoire | Date de la découverte | Découvreur        |
| -------- | ---------------------- | --------------------- | ----------------- |
| (342501) | 2008 UT174             | 24 octobre 2008       | CSS               |
| (342502) | 2008 UN176             | 24 octobre 2008       | Mt. Lemmon Survey |
| (342503) | 2008 UE181             | 24 octobre 2008       | Mt. Lemmon Survey |
| (342504) | 2008 UB183             | 24 octobre 2008       | Mt. Lemmon Survey |
| (342505) | 2008 UW183             | 24 octobre 2008       | Mt. Lemmon Survey |
| (342506) | 2008 UL185             | 24 octobre 2008       | Spacewatch        |
| (342507) | 2008 UP185             | 24 octobre 2008       | Spacewatch        |
| (342508) | 2008 UW185             | 24 octobre 2008       | Spacewatch        |
| (342509) | 2008 UC186             | 24 octobre 2008       | Mt. Lemmon Survey |
| (342510) | 2008 UH186             | 24 octobre 2008       | Spacewatch        |
| (342511) | 2008 UQ186             | 24 octobre 2008       | Spacewatch        |
| (342512) | 2008 UE191             | 25 octobre 2008       | Mt. Lemmon Survey |
| (342513) | 2008 UF191             | 25 octobre 2008       | Mt. Lemmon Survey |
| (342514) | 2008 UE197             | 27 octobre 2008       | Mt. Lemmon Survey |
| (342515) | 2008 UL198             | 26 octobre 2008       | LINEAR            |
| (342516) | 2008 UA199             | 27 octobre 2008       | LINEAR            |
| (342517) | 2008 UM199             | 31 octobre 2008       | Mt. Lemmon Survey |
| (342518) | 2008 UY199             | 31 octobre 2008       | Hug, G.           |
| (342519) | 2008 UA201             | 28 octobre 2008       | LINEAR            |
| (342520) | 2008 UW201             | 31 octobre 2008       | LINEAR            |
| (342521) | 2008 UA203             | 28 octobre 2008       | LINEAR            |
| (342522) | 2008 UX203             | 28 octobre 2008       | LINEAR            |
| (342523) | 2008 UK204             | 26 octobre 2008       | Spacewatch        |
| (342524) | 2008 UQ204             | 27 octobre 2008       | LINEAR            |
| (342525) | 2008 UG205             | 27 octobre 2008       | CSS               |
| (342526) | 2008 UZ205             | 22 octobre 2008       | Spacewatch        |
| (342527) | 2008 UH206             | 22 octobre 2008       | Mt. Lemmon Survey |
| (342528) | 2008 UW208             | 23 octobre 2008       | Spacewatch        |
| (342529) | 2008 UH209             | 23 octobre 2008       | Spacewatch        |
| (342530) | 2008 UK214             | 24 octobre 2008       | CSS               |
| (342531) | 2008 UB215             | 10 octobre 2008       | CSS               |
| (342532) | 2008 UF216             | 24 octobre 2008       | Spacewatch        |
| (342533) | 2008 UU217             | 25 octobre 2008       | Spacewatch        |
| (342534) | 2008 UE218             | 25 octobre 2008       | Spacewatch        |
| (342535) | 2008 UO218             | 25 octobre 2008       | Spacewatch        |
| (342536) | 2008 UQ218             | 25 octobre 2008       | Spacewatch        |
| (342537) | 2008 UR219             | 25 octobre 2008       | Spacewatch        |
| (342538) | 2008 UT220             | 25 octobre 2008       | Spacewatch        |
| (342539) | 2008 UR222             | 25 octobre 2008       | Spacewatch        |
| (342540) | 2008 UA223             | 25 octobre 2008       | Spacewatch        |
| (342541) | 2008 UC223             | 25 octobre 2008       | Spacewatch        |
| (342542) | 2008 UY225             | 25 octobre 2008       | CSS               |
| (342543) | 2008 UC227             | 25 octobre 2008       | Spacewatch        |
| (342544) | 2008 UD227             | 25 octobre 2008       | Spacewatch        |
| (342545) | 2008 US227             | 25 octobre 2008       | Spacewatch        |
| (342546) | 2008 UG228             | 4 octobre 1994        | Spacewatch        |
| (342547) | 2008 UR230             | 26 octobre 2008       | Spacewatch        |
| (342548) | 2008 US232             | 25 décembre 2005      | Mt. Lemmon Survey |
| (342549) | 2008 UM233             | 26 octobre 2008       | Spacewatch        |
| (342550) | 2008 UO236             | 26 octobre 2008       | Spacewatch        |
| (342551) | 2008 UA239             | 26 octobre 2008       | Spacewatch        |
| (342552) | 2008 UV240             | 26 octobre 2008       | Spacewatch        |
| (342553) | 2008 UV241             | 26 octobre 2008       | Mt. Lemmon Survey |
| (342554) | 2008 UN242             | 26 octobre 2008       | Spacewatch        |
| (342555) | 2008 UO242             | 26 octobre 2008       | Spacewatch        |
| (342556) | 2008 UT244             | 26 octobre 2008       | CSS               |
| (342557) | 2008 UN245             | 26 octobre 2008       | Spacewatch        |
| (342558) | 2008 UW245             | 26 octobre 2008       | Spacewatch        |
| (342559) | 2008 UT247             | 26 octobre 2008       | Spacewatch        |
| (342560) | 2008 UG248             | 26 octobre 2008       | Spacewatch        |
| (342561) | 2008 UL250             | 27 octobre 2008       | Spacewatch        |
| (342562) | 2008 UB251             | 27 octobre 2008       | Spacewatch        |
| (342563) | 2008 UG251             | 27 octobre 2008       | Spacewatch        |
| (342564) | 2008 US251             | 27 octobre 2008       | Spacewatch        |
| (342565) | 2008 UP252             | 27 octobre 2008       | Spacewatch        |
| (342566) | 2008 UM254             | 27 octobre 2008       | Spacewatch        |
| (342567) | 2008 UW254             | 27 octobre 2008       | Spacewatch        |
| (342568) | 2008 UK255             | 27 octobre 2008       | Spacewatch        |
| (342569) | 2008 UX255             | 27 octobre 2008       | Spacewatch        |
| (342570) | 2008 UY257             | 27 octobre 2008       | Spacewatch        |
| (342571) | 2008 UH259             | 27 octobre 2008       | Spacewatch        |
| (342572) | 2008 UQ259             | 27 octobre 2008       | Spacewatch        |
| (342573) | 2008 UN261             | 27 octobre 2008       | Mt. Lemmon Survey |
| (342574) | 2008 UB262             | 27 octobre 2008       | Spacewatch        |
| (342575) | 2008 UC264             | 28 octobre 2008       | Mt. Lemmon Survey |
| (342576) | 2008 UP264             | 28 octobre 2008       | Spacewatch        |
| (342577) | 2008 UV266             | 28 octobre 2008       | Spacewatch        |
| (342578) | 2008 UW266             | 28 octobre 2008       | Spacewatch        |
| (342579) | 2008 UR267             | 28 octobre 2008       | Spacewatch        |
| (342580) | 2008 UK268             | 28 octobre 2008       | Spacewatch        |
| (342581) | 2008 UG269             | 28 octobre 2008       | Spacewatch        |
| (342582) | 2008 UP270             | 28 octobre 2008       | CSS               |
| (342583) | 2008 UF273             | 28 octobre 2008       | Mt. Lemmon Survey |
| (342584) | 2008 UG277             | 28 octobre 2008       | Mt. Lemmon Survey |
| (342585) | 2008 UO278             | 28 octobre 2008       | Mt. Lemmon Survey |
| (342586) | 2008 UQ279             | 28 octobre 2008       | Mt. Lemmon Survey |
| (342587) | 2008 UU283             | 24 septembre 2008     | Mt. Lemmon Survey |
| (342588) | 2008 UQ288             | 28 octobre 2008       | Mt. Lemmon Survey |
| (342589) | 2008 UH289             | 28 octobre 2008       | Spacewatch        |
| (342590) | 2008 UB292             | 29 octobre 2008       | Spacewatch        |
| (342591) | 2008 UH300             | 29 octobre 2008       | Spacewatch        |
| (342592) | 2008 UP300             | 29 octobre 2008       | CSS               |
| (342593) | 2008 UF301             | 29 octobre 2008       | Spacewatch        |
| (342594) | 2008 UF302             | 29 octobre 2008       | Spacewatch        |
| (342595) | 2008 UM302             | 29 octobre 2008       | Spacewatch        |
| (342596) | 2008 UP302             | 29 octobre 2008       | Spacewatch        |
| (342597) | 2008 UQ303             | 29 octobre 2008       | Spacewatch        |
| (342598) | 2008 UE308             | 30 octobre 2008       | Spacewatch        |
| (342599) | 2008 UT308             | 30 octobre 2008       | Spacewatch        |
| (342600) | 2008 UW310             | 30 octobre 2008       | CSS               |

### 342601-342700
| Nom            | Désignation provisoire | Date de la découverte | Découvreur           |
| -------------- | ---------------------- | --------------------- | -------------------- |
| (342601)       | 2008 UW313             | 30 octobre 2008       | Mt. Lemmon Survey    |
| (342602)       | 2008 UF315             | 30 octobre 2008       | Spacewatch           |
| (342603)       | 2008 UW315             | 30 octobre 2008       | Spacewatch           |
| (342604)       | 2008 UY320             | 31 octobre 2008       | Mt. Lemmon Survey    |
| (342605)       | 2008 UC321             | 31 octobre 2008       | Mt. Lemmon Survey    |
| (342606)       | 2008 UA322             | 31 octobre 2008       | Mt. Lemmon Survey    |
| (342607)       | 2008 UV322             | 31 octobre 2008       | Mt. Lemmon Survey    |
| (342608)       | 2008 UM323             | 31 octobre 2008       | CSS                  |
| (342609)       | 2008 UL324             | 31 octobre 2008       | Spacewatch           |
| (342610)       | 2008 UO325             | 15 décembre 2004      | LINEAR               |
| (342611)       | 2008 UE327             | 25 octobre 2008       | Siding Spring Survey |
| (342612)       | 2008 UN327             | 30 octobre 2008       | CSS                  |
| (342613)       | 2008 UO331             | 31 octobre 2008       | CSS                  |
| (342614)       | 2008 UH335             | 22 octobre 2008       | Spacewatch           |
| (342615)       | 2008 UN336             | 23 octobre 2008       | Spacewatch           |
| (342616)       | 2008 UJ338             | 21 octobre 2008       | Spacewatch           |
| (342617)       | 2008 UF339             | 23 octobre 2008       | Spacewatch           |
| (342618)       | 2008 UV339             | 23 octobre 2008       | Spacewatch           |
| (342619)       | 2008 UR340             | 24 octobre 2008       | CSS                  |
| (342620) Beita | 2008 UL341             | 25 octobre 2008       | La Canada            |
| (342621)       | 2008 UR341             | 26 octobre 2008       | Spacewatch           |
| (342622)       | 2008 UV341             | 27 octobre 2008       | Spacewatch           |
| (342623)       | 2008 UC342             | 28 octobre 2008       | Spacewatch           |
| (342624)       | 2008 UM342             | 28 octobre 2008       | Mt. Lemmon Survey    |
| (342625)       | 2008 UP342             | 28 octobre 2008       | Mt. Lemmon Survey    |
| (342626)       | 2008 UL343             | 24 octobre 2008       | CSS                  |
| (342627)       | 2008 UR343             | 22 octobre 2008       | Spacewatch           |
| (342628)       | 2008 UT344             | 30 octobre 2008       | Spacewatch           |
| (342629)       | 2008 UD346             | 31 octobre 2008       | Mt. Lemmon Survey    |
| (342630)       | 2008 UL346             | 30 octobre 2008       | Mt. Lemmon Survey    |
| (342631)       | 2008 UN346             | 31 octobre 2008       | Mt. Lemmon Survey    |
| (342632)       | 2008 UV349             | 28 octobre 2008       | Mt. Lemmon Survey    |
| (342633)       | 2008 UB352             | 30 octobre 2008       | CSS                  |
| (342634)       | 2008 UU352             | 27 octobre 2008       | Mt. Lemmon Survey    |
| (342635)       | 2008 UF353             | 20 octobre 2008       | Spacewatch           |
| (342636)       | 2008 UR353             | 20 octobre 2008       | Spacewatch           |
| (342637)       | 2008 UR354             | 27 octobre 2008       | Mt. Lemmon Survey    |
| (342638)       | 2008 UW355             | 27 octobre 2008       | Spacewatch           |
| (342639)       | 2008 UZ355             | 23 octobre 2008       | Spacewatch           |
| (342640)       | 2008 UD356             | 20 octobre 2008       | Mt. Lemmon Survey    |
| (342641)       | 2008 UM356             | 23 octobre 2008       | Spacewatch           |
| (342642)       | 2008 UA358             | 25 octobre 2008       | Spacewatch           |
| (342643)       | 2008 UG360             | 21 octobre 2008       | Spacewatch           |
| (342644)       | 2008 UZ363             | 26 octobre 2008       | CSS                  |
| (342645)       | 2008 UV364             | 29 octobre 2008       | CSS                  |
| (342646)       | 2008 UE367             | 24 octobre 2008       | LINEAR               |
| (342647)       | 2008 UM368             | 24 octobre 2008       | CSS                  |
| (342648)       | 2008 UP369             | 29 octobre 2008       | LINEAR               |
| (342649)       | 2008 UP370             | 29 octobre 2008       | Spacewatch           |
| (342650)       | 2008 VQ1               | 2 novembre 2008       | LINEAR               |
| (342651)       | 2008 VR1               | 2 novembre 2008       | LINEAR               |
| (342652)       | 2008 VW2               | 2 novembre 2008       | LINEAR               |
| (342653)       | 2008 VG3               | 6 octobre 2008        | OAM                  |
| (342654)       | 2008 VJ3               | 29 septembre 2008     | Mt. Lemmon Survey    |
| (342655)       | 2008 VO3               | 3 novembre 2008       | LINEAR               |
| (342656)       | 2008 VV3               | 4 novembre 2008       | Jarnac               |
| (342657)       | 2008 VW3               | 4 novembre 2008       | Jarnac               |
| (342658)       | 2008 VC4               | 4 novembre 2008       | BATTeRS              |
| (342659)       | 2008 VP4               | 4 novembre 2008       | Jarnac               |
| (342660)       | 2008 VW4               | 6 novembre 2008       | Muler, G.            |
| (342661)       | 2008 VK6               | 1er novembre 2008     | Spacewatch           |
| (342662)       | 2008 VR10              | 2 novembre 2008       | Mt. Lemmon Survey    |
| (342663)       | 2008 VB12              | 2 novembre 2008       | Mt. Lemmon Survey    |
| (342664)       | 2008 VZ12              | 3 novembre 2008       | Mt. Lemmon Survey    |
| (342665)       | 2008 VB13              | 3 novembre 2008       | Spacewatch           |
| (342666)       | 2008 VC13              | 6 novembre 2008       | Andrushivka          |
| (342667)       | 2008 VM13              | 2 décembre 2004       | CSS                  |
| (342668)       | 2008 VZ14              | 7 novembre 2008       | Mt. Lemmon Survey    |
| (342669)       | 2008 VP15              | 1er novembre 2008     | Spacewatch           |
| (342670)       | 2008 VQ15              | 1er novembre 2008     | Spacewatch           |
| (342671)       | 2008 VQ16              | 20 octobre 2008       | Spacewatch           |
| (342672)       | 2008 VY25              | 2 novembre 2008       | Spacewatch           |
| (342673)       | 2008 VD31              | 12 mai 2007           | Spacewatch           |
| (342674)       | 2008 VE35              | 2 novembre 2008       | Mt. Lemmon Survey    |
| (342675)       | 2008 VU35              | 2 novembre 2008       | Spacewatch           |
| (342676)       | 2008 VD36              | 9 avril 2006          | Spacewatch           |
| (342677)       | 2008 VC38              | 2 novembre 2008       | Mt. Lemmon Survey    |
| (342678)       | 2008 VV38              | 2 novembre 2008       | Spacewatch           |
| (342679)       | 2008 VL39              | 2 novembre 2008       | Spacewatch           |
| (342680)       | 2008 VN41              | 3 novembre 2008       | CSS                  |
| (342681)       | 2008 VT46              | 3 novembre 2008       | Spacewatch           |
| (342682)       | 2008 VT50              | 4 novembre 2008       | CSS                  |
| (342683)       | 2008 VW52              | 6 novembre 2008       | Mt. Lemmon Survey    |
| (342684)       | 2008 VB53              | 6 novembre 2008       | Mt. Lemmon Survey    |
| (342685)       | 2008 VL53              | 6 novembre 2008       | CSS                  |
| (342686)       | 2008 VX57              | 6 novembre 2008       | CSS                  |
| (342687)       | 2008 VL59              | 22 septembre 2008     | Mt. Lemmon Survey    |
| (342688)       | 2008 VZ60              | 8 novembre 2008       | Mt. Lemmon Survey    |
| (342689)       | 2008 VZ61              | 2 octobre 2008        | Mt. Lemmon Survey    |
| (342690)       | 2008 VK64              | 10 novembre 2008      | OAM                  |
| (342691)       | 2008 VQ64              | 10 novembre 2008      | OAM                  |
| (342692)       | 2008 VT66              | 3 novembre 2008       | Spacewatch           |
| (342693)       | 2008 VV67              | 9 novembre 2008       | Spacewatch           |
| (342694)       | 2008 VQ69              | 8 novembre 2008       | Spacewatch           |
| (342695)       | 2008 VD71              | 9 novembre 2008       | Spacewatch           |
| (342696)       | 2008 VR71              | 2 novembre 2008       | Mt. Lemmon Survey    |
| (342697)       | 2008 VS71              | 6 novembre 2008       | Spacewatch           |
| (342698)       | 2008 VB72              | 3 novembre 2008       | CSS                  |
| (342699)       | 2008 VO72              | 7 novembre 2008       | Mt. Lemmon Survey    |
| (342700)       | 2008 VH73              | 3 novembre 2008       | Spacewatch           |

### 342701-342800
| Nom                | Désignation provisoire | Date de la découverte | Découvreur                        |
| ------------------ | ---------------------- | --------------------- | --------------------------------- |
| (342701)           | 2008 VH75              | 3 novembre 2008       | CSS                               |
| (342702)           | 2008 VW77              | 6 novembre 2008       | Mt. Lemmon Survey                 |
| (342703)           | 2008 VP78              | 7 novembre 2008       | Mt. Lemmon Survey                 |
| (342704)           | 2008 VJ79              | 2 novembre 2008       | Mt. Lemmon Survey                 |
| (342705)           | 2008 VS79              | 18 septembre 2003     | NEAT                              |
| (342706)           | 2008 VD80              | 6 novembre 2008       | Spacewatch                        |
| (342707)           | 2008 VJ80              | 1er novembre 2008     | Mt. Lemmon Survey                 |
| (342708)           | 2008 WG1               | 17 novembre 2008      | CSS                               |
| (342709)           | 2008 WW1               | 18 novembre 2008      | LINEAR                            |
| (342710)           | 2008 WR2               | 18 novembre 2008      | BATTeRS                           |
| (342711)           | 2008 WH3               | 17 novembre 2008      | Spacewatch                        |
| (342712)           | 2008 WC10              | 17 novembre 2008      | Spacewatch                        |
| (342713)           | 2008 WP12              | 18 novembre 2008      | Spacewatch                        |
| (342714)           | 2008 WF13              | 18 novembre 2008      | LINEAR                            |
| (342715)           | 2008 WU13              | 27 octobre 2008       | Spacewatch                        |
| (342716)           | 2008 WU14              | 17 novembre 2008      | Spacewatch                        |
| (342717)           | 2008 WB15              | 17 novembre 2008      | Spacewatch                        |
| (342718)           | 2008 WE16              | 17 novembre 2008      | Spacewatch                        |
| (342719)           | 2008 WW16              | 17 novembre 2008      | Spacewatch                        |
| (342720)           | 2008 WQ21              | 17 novembre 2008      | Spacewatch                        |
| (342721)           | 2008 WC23              | 18 novembre 2008      | CSS                               |
| (342722)           | 2008 WJ23              | 18 novembre 2008      | CSS                               |
| (342723)           | 2008 WL23              | 18 novembre 2008      | CSS                               |
| (342724)           | 2008 WA24              | 18 novembre 2008      | CSS                               |
| (342725)           | 2008 WL25              | 18 novembre 2008      | Spacewatch                        |
| (342726)           | 2008 WQ25              | 23 octobre 2008       | Spacewatch                        |
| (342727)           | 2008 WP32              | 20 novembre 2008      | Lowe, A.                          |
| (342728)           | 2008 WD34              | 17 novembre 2008      | Spacewatch                        |
| (342729)           | 2008 WG34              | 17 novembre 2008      | Spacewatch                        |
| (342730)           | 2008 WB39              | 28 octobre 2008       | Spacewatch                        |
| (342731)           | 2008 WD40              | 17 novembre 2008      | Spacewatch                        |
| (342732)           | 2008 WW41              | 17 novembre 2008      | Spacewatch                        |
| (342733)           | 2008 WO42              | 17 novembre 2008      | Spacewatch                        |
| (342734)           | 2008 WF43              | 17 novembre 2008      | Spacewatch                        |
| (342735)           | 2008 WZ44              | 17 novembre 2008      | Spacewatch                        |
| (342736)           | 2008 WK46              | 17 novembre 2008      | Spacewatch                        |
| (342737)           | 2008 WV48              | 18 novembre 2008      | CSS                               |
| (342738)           | 2008 WB49              | 18 novembre 2008      | CSS                               |
| (342739)           | 2008 WS49              | 25 mars 2006          | Spacewatch                        |
| (342740)           | 2008 WM51              | 18 novembre 2008      | Spacewatch                        |
| (342741)           | 2008 WK54              | 19 novembre 2008      | Spacewatch                        |
| (342742)           | 2008 WU54              | 19 novembre 2008      | Mt. Lemmon Survey                 |
| (342743)           | 2008 WT60              | 19 novembre 2008      | LINEAR                            |
| (342744)           | 2008 WD61              | 23 novembre 2008      | LINEAR                            |
| (342745)           | 2008 WT61              | 22 novembre 2008      | OAM                               |
| (342746)           | 2008 WV62              | 21 novembre 2008      | BATTeRS                           |
| (342747)           | 2008 WK63              | 20 novembre 2008      | LINEAR                            |
| (342748)           | 2008 WU65              | 25 septembre 2008     | Mt. Lemmon Survey                 |
| (342749)           | 2008 WU66              | 18 novembre 2008      | Spacewatch                        |
| (342750)           | 2008 WN67              | 18 novembre 2008      | Spacewatch                        |
| (342751)           | 2008 WW67              | 10 décembre 2004      | Spacewatch                        |
| (342752)           | 2008 WY68              | 18 novembre 2008      | Spacewatch                        |
| (342753)           | 2008 WU73              | 19 novembre 2008      | Mt. Lemmon Survey                 |
| (342754)           | 2008 WJ75              | 23 septembre 2008     | Mt. Lemmon Survey                 |
| (342755)           | 2008 WG78              | 20 novembre 2008      | Spacewatch                        |
| (342756)           | 2008 WK79              | 20 novembre 2008      | Spacewatch                        |
| (342757)           | 2008 WX81              | 20 novembre 2008      | Spacewatch                        |
| (342758)           | 2008 WF83              | 20 novembre 2008      | Spacewatch                        |
| (342759)           | 2008 WD85              | 20 novembre 2008      | Spacewatch                        |
| (342760)           | 2008 WV88              | 21 novembre 2008      | Mt. Lemmon Survey                 |
| (342761)           | 2008 WL92              | 24 novembre 2008      | Kugel, F.                         |
| (342762)           | 2008 WW94              | 26 novembre 2008      | Farra d'Isonzo                    |
| (342763)           | 2008 WD95              | 21 novembre 2008      | Cerro Burek                       |
| (342764) Alantitus | 2008 WL95              | 26 octobre 2008       | Mt. Lemmon Survey                 |
| (342765)           | 2008 WB97              | 28 novembre 2008      | Sarneczky, K., Orgel, C.          |
| (342766)           | 2008 WC97              | 17 novembre 2008      | CSS                               |
| (342767)           | 2008 WU97              | 19 novembre 2008      | CSS                               |
| (342768)           | 2008 WL98              | 24 novembre 2008      | Mt. Lemmon Survey                 |
| (342769)           | 2008 WS98              | 23 novembre 2008      | OAM                               |
| (342770)           | 2008 WV98              | 23 novembre 2008      | OAM                               |
| (342771)           | 2008 WH101             | 26 novembre 2008      | OAM                               |
| (342772)           | 2008 WK101             | 27 novembre 2008      | Astronomical Research Observatory |
| (342773)           | 2008 WM101             | 27 novembre 2008      | Crni Vrh                          |
| (342774)           | 2008 WP101             | 30 novembre 2008      | LINEAR                            |
| (342775)           | 2008 WO102             | 19 novembre 2008      | CSS                               |
| (342776)           | 2008 WN103             | 30 novembre 2008      | Spacewatch                        |
| (342777)           | 2008 WH106             | 30 novembre 2008      | Spacewatch                        |
| (342778)           | 2008 WN107             | 21 octobre 2008       | Mt. Lemmon Survey                 |
| (342779)           | 2008 WG108             | 30 novembre 2008      | CSS                               |
| (342780)           | 2008 WN109             | 30 novembre 2008      | Spacewatch                        |
| (342781)           | 2008 WO109             | 30 novembre 2008      | Spacewatch                        |
| (342782)           | 2008 WT110             | 22 octobre 2008       | Spacewatch                        |
| (342783)           | 2008 WE113             | 30 novembre 2008      | Spacewatch                        |
| (342784)           | 2008 WW113             | 30 novembre 2008      | Spacewatch                        |
| (342785)           | 2008 WG114             | 30 novembre 2008      | Spacewatch                        |
| (342786)           | 2008 WR117             | 30 octobre 2008       | Spacewatch                        |
| (342787)           | 2008 WA120             | 29 septembre 2003     | LONEOS                            |
| (342788)           | 2008 WL120             | 30 novembre 2008      | Spacewatch                        |
| (342789)           | 2008 WH122             | 30 novembre 2008      | CSS                               |
| (342790)           | 2008 WW122             | 30 novembre 2008      | Spacewatch                        |
| (342791)           | 2008 WJ125             | 24 novembre 2008      | Spacewatch                        |
| (342792)           | 2008 WT126             | 24 novembre 2008      | Mt. Lemmon Survey                 |
| (342793)           | 2008 WR129             | 17 novembre 2008      | Spacewatch                        |
| (342794)           | 2008 WA134             | 19 novembre 2008      | Mt. Lemmon Survey                 |
| (342795)           | 2008 WJ134             | 21 novembre 2008      | Mt. Lemmon Survey                 |
| (342796)           | 2008 WD135             | 18 novembre 2008      | Spacewatch                        |
| (342797)           | 2008 WU135             | 19 novembre 2008      | Spacewatch                        |
| (342798)           | 2008 WW135             | 19 novembre 2008      | Spacewatch                        |
| (342799)           | 2008 WV136             | 21 novembre 2008      | Spacewatch                        |
| (342800)           | 2008 WO137             | 22 novembre 2008      | Spacewatch                        |

### 342801-342900
| Nom                  | Désignation provisoire | Date de la découverte | Découvreur             |
| -------------------- | ---------------------- | --------------------- | ---------------------- |
| (342801)             | 2008 WH139             | 30 novembre 2008      | LINEAR                 |
| (342802)             | 2008 WQ139             | 23 novembre 2008      | Mt. Lemmon Survey      |
| (342803)             | 2008 WH140             | 17 novembre 2008      | CSS                    |
| (342804)             | 2008 WX140             | 9 mars 2002           | Spacewatch             |
| (342805)             | 2008 WO141             | 12 décembre 2004      | CSS                    |
| (342806)             | 2008 WU141             | 26 octobre 2003       | Spacewatch             |
| (342807)             | 2008 XO1               | 2 décembre 2008       | BATTeRS                |
| (342808)             | 2008 XV1               | 4 décembre 2008       | Lowe, A.               |
| (342809)             | 2008 XK3               | 4 décembre 2008       | Jarnac                 |
| (342810)             | 2008 XQ3               | 2 décembre 2008       | LINEAR                 |
| (342811)             | 2008 XW3               | 2 décembre 2008       | LINEAR                 |
| (342812)             | 2008 XR4               | 15 décembre 2004      | LINEAR                 |
| (342813)             | 2008 XE6               | 4 décembre 2008       | LINEAR                 |
| (342814)             | 2008 XR6               | 4 décembre 2008       | LINEAR                 |
| (342815)             | 2008 XU6               | 3 décembre 2008       | Kocher, P.             |
| (342816)             | 2008 XV6               | 6 décembre 2008       | BATTeRS                |
| (342817)             | 2008 XQ8               | 1er décembre 2008     | Mt. Lemmon Survey      |
| (342818)             | 2008 XD14              | 1er décembre 2008     | Spacewatch             |
| (342819)             | 2008 XJ16              | 1er décembre 2008     | Spacewatch             |
| (342820)             | 2008 XP16              | 1er décembre 2008     | Spacewatch             |
| (342821)             | 2008 XQ20              | 1er décembre 2008     | Mt. Lemmon Survey      |
| (342822)             | 2008 XO21              | 1er décembre 2008     | Spacewatch             |
| (342823)             | 2008 XQ29              | 1er décembre 2008     | Spacewatch             |
| (342824)             | 2008 XB30              | 1er décembre 2008     | Mt. Lemmon Survey      |
| (342825)             | 2008 XS30              | 2 décembre 2008       | Spacewatch             |
| (342826)             | 2008 XE31              | 11 avril 2002         | Buie, M. W.            |
| (342827)             | 2008 XL35              | 2 décembre 2008       | Spacewatch             |
| (342828)             | 2008 XP35              | 6 novembre 2008       | Spacewatch             |
| (342829)             | 2008 XG36              | 2 décembre 2008       | Spacewatch             |
| (342830)             | 2008 XQ36              | 2 décembre 2008       | Spacewatch             |
| (342831)             | 2008 XG37              | 2 décembre 2008       | Spacewatch             |
| (342832)             | 2008 XR38              | 2 décembre 2008       | Spacewatch             |
| (342833)             | 2008 XJ40              | 2 décembre 2008       | Spacewatch             |
| (342834)             | 2008 XQ42              | 2 décembre 2008       | Spacewatch             |
| (342835)             | 2008 XX46              | 6 décembre 2008       | Spacewatch             |
| (342836)             | 2008 XN47              | 2 décembre 2008       | Spacewatch             |
| (342837)             | 2008 XA49              | 4 décembre 2008       | Spacewatch             |
| (342838)             | 2008 XM49              | 7 décembre 2008       | Mt. Lemmon Survey      |
| (342839)             | 2008 XD55              | 7 décembre 2008       | LINEAR                 |
| (342840)             | 2008 XU55              | 1er décembre 2008     | Mt. Lemmon Survey      |
| (342841)             | 2008 YG                | 17 décembre 2008      | Teamo, N.              |
| (342842)             | 2008 YB3               | 18 décembre 2008      | Siding Spring Survey   |
| (342843) Davidbowie  | 2008 YN3               | 21 décembre 2008      | Hormuth, F.            |
| (342844) Anabel      | 2008 YA4               | 22 décembre 2008      | Hormuth, F.            |
| (342845)             | 2008 YF4               | 22 décembre 2008      | Kugel, F.              |
| (342846)             | 2008 YV4               | 20 décembre 2008      | CSS                    |
| (342847)             | 2008 YL5               | 22 décembre 2008      | Lowe, A.               |
| (342848)             | 2008 YQ5               | 22 décembre 2008      | Kocher, P.             |
| (342849)             | 2008 YF10              | 20 décembre 2008      | Mt. Lemmon Survey      |
| (342850)             | 2008 YB11              | 20 décembre 2008      | Mt. Lemmon Survey      |
| (342851)             | 2008 YV12              | 21 décembre 2008      | Mt. Lemmon Survey      |
| (342852)             | 2008 YX12              | 21 décembre 2008      | Mt. Lemmon Survey      |
| (342853)             | 2008 YA14              | 20 décembre 2008      | Mt. Lemmon Survey      |
| (342854)             | 2008 YF14              | 20 décembre 2008      | LUSS                   |
| (342855)             | 2008 YL15              | 21 décembre 2008      | Spacewatch             |
| (342856)             | 2008 YM15              | 21 décembre 2008      | Spacewatch             |
| (342857)             | 2008 YN17              | 21 décembre 2008      | Mt. Lemmon Survey      |
| (342858)             | 2008 YF18              | 21 décembre 2008      | Spacewatch             |
| (342859)             | 2008 YF23              | 19 décembre 2008      | OAM                    |
| (342860)             | 2008 YL23              | 20 décembre 2008      | OAM                    |
| (342861)             | 2008 YF24              | 22 décembre 2008      | OAM                    |
| (342862)             | 2008 YL27              | 22 décembre 2008      | LINEAR                 |
| (342863)             | 2008 YO30              | 30 décembre 2008      | Sarneczky, K.          |
| (342864) Teresamateo | 2008 YF32              | 31 décembre 2008      | Muler, G., Ruiz, J. M. |
| (342865)             | 2008 YN32              | 20 décembre 2008      | LINEAR                 |
| (342866)             | 2008 YU32              | 31 décembre 2008      | Mt. Lemmon Survey      |
| (342867)             | 2008 YP34              | 31 décembre 2008      | Bickel, W.             |
| (342868)             | 2008 YJ35              | 22 décembre 2008      | Spacewatch             |
| (342869)             | 2008 YJ38              | 29 décembre 2008      | Spacewatch             |
| (342870)             | 2008 YY38              | 29 décembre 2008      | Spacewatch             |
| (342871)             | 2008 YE40              | 29 décembre 2008      | Mt. Lemmon Survey      |
| (342872)             | 2008 YQ40              | 29 décembre 2008      | Mt. Lemmon Survey      |
| (342873)             | 2008 YS40              | 29 décembre 2008      | Mt. Lemmon Survey      |
| (342874)             | 2008 YP42              | 29 décembre 2008      | Spacewatch             |
| (342875)             | 2008 YP49              | 15 octobre 2007       | Spacewatch             |
| (342876)             | 2008 YG52              | 3 novembre 2007       | Mt. Lemmon Survey      |
| (342877)             | 2008 YV52              | 29 décembre 2008      | Mt. Lemmon Survey      |
| (342878)             | 2008 YP54              | 29 décembre 2008      | Mt. Lemmon Survey      |
| (342879)             | 2008 YV54              | 29 décembre 2008      | Mt. Lemmon Survey      |
| (342880)             | 2008 YX56              | 30 décembre 2008      | Spacewatch             |
| (342881)             | 2008 YC58              | 30 décembre 2008      | Spacewatch             |
| (342882)             | 2008 YO58              | 30 décembre 2008      | Spacewatch             |
| (342883)             | 2008 YG64              | 30 décembre 2008      | Mt. Lemmon Survey      |
| (342884)             | 2008 YE71              | 29 décembre 2008      | Mt. Lemmon Survey      |
| (342885)             | 2008 YK74              | 30 décembre 2008      | Spacewatch             |
| (342886)             | 2008 YM83              | 31 décembre 2008      | Spacewatch             |
| (342887)             | 2008 YT84              | 31 décembre 2008      | Spacewatch             |
| (342888)             | 2008 YK85              | 29 décembre 2008      | Spacewatch             |
| (342889)             | 2008 YM85              | 29 décembre 2008      | Spacewatch             |
| (342890)             | 2008 YJ94              | 29 décembre 2008      | Spacewatch             |
| (342891)             | 2008 YF95              | 29 décembre 2008      | Spacewatch             |
| (342892)             | 2008 YG99              | 29 décembre 2008      | Spacewatch             |
| (342893)             | 2008 YG100             | 29 décembre 2008      | Spacewatch             |
| (342894)             | 2008 YP100             | 29 décembre 2008      | Spacewatch             |
| (342895)             | 2008 YT100             | 29 décembre 2008      | Spacewatch             |
| (342896)             | 2008 YW101             | 29 décembre 2008      | Spacewatch             |
| (342897)             | 2008 YM107             | 29 décembre 2008      | Spacewatch             |
| (342898)             | 2008 YZ110             | 31 décembre 2008      | Spacewatch             |
| (342899)             | 2008 YW113             | 29 décembre 2008      | Spacewatch             |
| (342900)             | 2008 YZ117             | 29 décembre 2008      | Mt. Lemmon Survey      |

### 342901-343000
| Nom                | Désignation provisoire | Date de la découverte | Découvreur             |
| ------------------ | ---------------------- | --------------------- | ---------------------- |
| (342901)           | 2008 YO120             | 30 décembre 2008      | Spacewatch             |
| (342902)           | 2008 YM121             | 30 décembre 2008      | Spacewatch             |
| (342903)           | 2008 YP123             | 30 décembre 2008      | Spacewatch             |
| (342904)           | 2008 YL125             | 30 décembre 2008      | Spacewatch             |
| (342905)           | 2008 YP126             | 30 décembre 2008      | Spacewatch             |
| (342906)           | 2008 YE127             | 30 décembre 2008      | Spacewatch             |
| (342907)           | 2008 YN127             | 21 décembre 2008      | Spacewatch             |
| (342908)           | 2008 YP133             | 29 décembre 2008      | CSS                    |
| (342909)           | 2008 YK134             | 30 décembre 2008      | Spacewatch             |
| (342910)           | 2008 YM146             | 30 décembre 2008      | Spacewatch             |
| (342911)           | 2008 YG149             | 21 décembre 2008      | Spacewatch             |
| (342912)           | 2008 YZ151             | 22 décembre 2008      | Mt. Lemmon Survey      |
| (342913)           | 2008 YM153             | 21 décembre 2008      | Spacewatch             |
| (342914)           | 2008 YT153             | 21 décembre 2008      | CSS                    |
| (342915)           | 2008 YA154             | 21 décembre 2008      | Spacewatch             |
| (342916)           | 2008 YN155             | 22 décembre 2008      | Spacewatch             |
| (342917)           | 2008 YA156             | 25 décembre 2008      | LUSS                   |
| (342918)           | 2008 YP156             | 30 décembre 2008      | Mt. Lemmon Survey      |
| (342919)           | 2008 YY156             | 21 décembre 2008      | CSS                    |
| (342920)           | 2008 YW157             | 30 décembre 2008      | Mt. Lemmon Survey      |
| (342921)           | 2008 YM158             | 29 décembre 2008      | Mt. Lemmon Survey      |
| (342922)           | 2008 YE167             | 1er avril 2001        | LONEOS                 |
| (342923)           | 2008 YN168             | 31 décembre 2008      | CSS                    |
| (342924)           | 2008 YT168             | 1er novembre 2008     | Mt. Lemmon Survey      |
| (342925)           | 2008 YO169             | 30 décembre 2008      | Mt. Lemmon Survey      |
| (342926)           | 2008 YX169             | 21 décembre 2008      | CSS                    |
| (342927)           | 2008 YA171             | 31 décembre 2008      | Spacewatch             |
| (342928)           | 2008 YJ171             | 29 décembre 2008      | CSS                    |
| (342929)           | 2008 YW171             | 22 décembre 2008      | Spacewatch             |
| (342930)           | 2009 AV1               | 3 janvier 2009        | Apitzsch, R.           |
| (342931)           | 2009 AF12              | 2 janvier 2009        | Mt. Lemmon Survey      |
| (342932)           | 2009 AY18              | 2 janvier 2009        | Spacewatch             |
| (342933)           | 2009 AH21              | 3 janvier 2009        | Spacewatch             |
| (342934)           | 2009 AR21              | 3 janvier 2009        | Spacewatch             |
| (342935)           | 2009 AV21              | 3 janvier 2009        | Spacewatch             |
| (342936)           | 2009 AS22              | 3 janvier 2009        | Spacewatch             |
| (342937)           | 2009 AJ23              | 3 janvier 2009        | Spacewatch             |
| (342938)           | 2009 AX23              | 3 janvier 2009        | Spacewatch             |
| (342939)           | 2009 AA24              | 3 janvier 2009        | Spacewatch             |
| (342940)           | 2009 AH24              | 3 janvier 2009        | Spacewatch             |
| (342941)           | 2009 AU30              | 15 janvier 2009       | Spacewatch             |
| (342942)           | 2009 AY31              | 15 janvier 2009       | Spacewatch             |
| (342943)           | 2009 AO32              | 15 janvier 2009       | Spacewatch             |
| (342944)           | 2009 AX32              | 15 janvier 2009       | Spacewatch             |
| (342945)           | 2009 AK35              | 15 janvier 2009       | Spacewatch             |
| (342946)           | 2009 AY36              | 15 janvier 2009       | Spacewatch             |
| (342947)           | 2009 AS37              | 15 janvier 2009       | Spacewatch             |
| (342948)           | 2009 AZ37              | 15 janvier 2009       | Spacewatch             |
| (342949)           | 2009 AQ38              | 15 janvier 2009       | Spacewatch             |
| (342950)           | 2009 AD39              | 15 janvier 2009       | Spacewatch             |
| (342951)           | 2009 AE44              | 3 janvier 2009        | Mt. Lemmon Survey      |
| (342952)           | 2009 AD45              | 15 janvier 2009       | Spacewatch             |
| (342953)           | 2009 AE47              | 1er janvier 2009      | Spacewatch             |
| (342954)           | 2009 AS48              | 3 janvier 2009        | Mt. Lemmon Survey      |
| (342955)           | 2009 AN49              | 1er janvier 2009      | Spacewatch             |
| (342956)           | 2009 AX49              | 15 janvier 2009       | Spacewatch             |
| (342957)           | 2009 BH                | 17 janvier 2009       | CSS                    |
| (342958)           | 2009 BL                | 16 janvier 2009       | Kugel, F.              |
| (342959)           | 2009 BM                | 16 janvier 2009       | Kugel, F.              |
| (342960)           | 2009 BP                | 16 janvier 2009       | Hormuth, F.            |
| (342961)           | 2009 BB1               | 16 janvier 2009       | Kugel, F.              |
| (342962)           | 2009 BU6               | 18 janvier 2009       | LINEAR                 |
| (342963)           | 2009 BY6               | 18 janvier 2009       | LINEAR                 |
| (342964)           | 2009 BF7               | 18 janvier 2009       | LINEAR                 |
| (342965)           | 2009 BG8               | 17 janvier 2009       | LINEAR                 |
| (342966)           | 2009 BA10              | 18 janvier 2009       | Hug, G.                |
| (342967)           | 2009 BT10              | 25 janvier 2009       | Lowe, A.               |
| (342968)           | 2009 BQ13              | 25 janvier 2009       | Teamo, N.              |
| (342969)           | 2009 BK15              | 16 janvier 2009       | Mt. Lemmon Survey      |
| (342970)           | 2009 BY16              | 16 janvier 2009       | Spacewatch             |
| (342971)           | 2009 BX21              | 17 janvier 2009       | Dillon, W. G.          |
| (342972)           | 2009 BE24              | 17 janvier 2009       | Spacewatch             |
| (342973)           | 2009 BH24              | 17 janvier 2009       | Spacewatch             |
| (342974)           | 2009 BW25              | 16 janvier 2009       | Spacewatch             |
| (342975)           | 2009 BV27              | 16 janvier 2009       | Spacewatch             |
| (342976)           | 2009 BO36              | 16 janvier 2009       | Spacewatch             |
| (342977)           | 2009 BU39              | 16 janvier 2009       | Spacewatch             |
| (342978)           | 2009 BQ40              | 16 janvier 2009       | Spacewatch             |
| (342979)           | 2009 BK42              | 16 janvier 2009       | Spacewatch             |
| (342980)           | 2009 BN42              | 16 janvier 2009       | Spacewatch             |
| (342981)           | 2009 BJ43              | 16 janvier 2009       | Spacewatch             |
| (342982)           | 2009 BV45              | 16 janvier 2009       | Spacewatch             |
| (342983)           | 2009 BN46              | 16 janvier 2009       | Spacewatch             |
| (342984)           | 2009 BM47              | 16 janvier 2009       | Spacewatch             |
| (342985)           | 2009 BY48              | 16 janvier 2009       | Mt. Lemmon Survey      |
| (342986)           | 2009 BN49              | 16 janvier 2009       | Mt. Lemmon Survey      |
| (342987)           | 2009 BL50              | 16 janvier 2009       | Mt. Lemmon Survey      |
| (342988)           | 2009 BT51              | 16 janvier 2009       | Mt. Lemmon Survey      |
| (342989)           | 2009 BL52              | 16 janvier 2009       | Spacewatch             |
| (342990)           | 2009 BP54              | 16 janvier 2009       | Mt. Lemmon Survey      |
| (342991)           | 2009 BU54              | 16 janvier 2009       | Mt. Lemmon Survey      |
| (342992)           | 2009 BA58              | 20 janvier 2009       | Spacewatch             |
| (342993)           | 2009 BW60              | 17 janvier 2009       | OAM                    |
| (342994)           | 2009 BC62              | 18 janvier 2009       | Mt. Lemmon Survey      |
| (342995)           | 2009 BB65              | 20 janvier 2009       | Spacewatch             |
| (342996)           | 2009 BN68              | 23 janvier 2009       | PMO NEO Survey Program |
| (342997)           | 2009 BB69              | 25 janvier 2009       | Spacewatch             |
| (342998)           | 2009 BF71              | 26 janvier 2009       | PMO NEO Survey Program |
| (342999)           | 2009 BP72              | 28 janvier 2009       | Kugel, F.              |
| (343000) Ijontichy | 2009 BH73              | 29 janvier 2009       | Schwab, E., Zimmer, U. |

## Sources
- (en) Base de données du Centre des planètes mineures